# Das Mädchen (Film)
Das Mädchen (Original: Flickan) ist ein schwedisches Arthouse-Drama von Fredrik Edfeldt aus dem Jahr 2009. Der Film zeigt die Geschichte eines Mädchens, welches einen Sommer lang ohne Aufsicht versucht für sich zu sorgen. Insbesondere der „eigene visuelle Stil“ und die „poetischen Bilder“ des Kameramanns Hoyte van Hoytema fanden großen Anklang bei Kritik und Publikum.

## Handlung
Das Mädchen freut sich auf ihre anstehende Reise nach Afrika, wo ihre Eltern im Sommer 1981 als Entwicklungshelfer arbeiten werden, doch da sie zu jung ist, verweigert die Sida ihr die Reise und die Eltern entscheiden sich dafür, alleine zu fahren und das Mädchen fortan ihrer Schwägerin Anna zu überlassen. Doch sie wissen nicht, wie verantwortungslos Anna ist, sie trinkt Alkohol, feiert und bringt besoffene Menschen nach Hause, um noch intensiver zu feiern. Doch am Telefon erzählt sie, dass alles gut sei. Es kommt sogar so weit, dass sie später einfach mit einem ihrer Freunde verschwindet und das Mädchen alleine lässt.
Von nun an muss sich das Mädchen alleine versorgen. Allerdings gibt sie nach außen hin vor, dass alles in Ordnung sei, sodass niemand mitbekommt, dass sie alleine lebt. Sie ist einerseits etwas mit Ola, dem Nachbarsjungen und den beiden Mädchen Tina und Gisela befreundet. Während Ola ein freundlicher Junge ist, mit dem das Mädchen Spaß hat und einen guten Einfluss auf sie auswirkt, haben die anderen beiden Mädchen nichts anderes im Kopf als Schminken, Musik und Feiern. Und da sie kein Geld für weiteres Make-Up haben, gehen sie durch das Dorf und betrügen Leute um ihr Geld, indem sie falsche Lose verkaufen. Aber als der Schwindel auffliegt, haben alle drei Glück. Also verbringt das Mädchen eine angenehme Zeit mit Ola, bis sich Tina und Gisela wiederum einmischen und Ola drangsalieren, demütigen und ihn fast vergewaltigen. Er läuft daraufhin heulend weg und will nichts mehr von dem Mädchen wissen, was auch dazu führt, dass sie nichts mehr von Tina und Gisela wissen will.
Eines Tages kommt Gunnar vorbei und will solange warten, bis Anne wieder auftaucht, da er den Verdacht hegt, dass diese ihre Fürsorgepflicht vernachlässigt. Aber das Mädchen gibt nicht zu, dass Anne längst verschwunden ist und Gunnar genehmigt sich während eines lockeren Verhörs den einen oder anderen Schluck Alkohol, sodass er bei seiner Heimfahrt nicht weit kommt und nach der Hofausfahrt des Mädchens bereits einen Unfall baut. Dadurch kann er von dem Mädchen erpresst werden, woraufhin er ihr sein Schweigen und 50 Kronen zusichert.
Und diese Sicherheit nutzt das Mädchen, um sich wieder mit Ola anzufreunden. Dieser freut sich und beide spielen bei Ola zu Hause in der Scheune und wollen von dem Dachboden der Scheune auf Heu springen. Doch da das Mädchen Höhenangst hat, ziert sie sich und wehrt sich gegen Olas freundliche Versuche, sie runter zu schubsen, sodass er unachtsam runter fällt und sich den Kopf auf dem Betonboden aufschlägt. Das Mädchen ist entsetzt, läuft weg und sieht ängstlich zu, wie ihr Freund von dem Krankenwagen abgeholt wird. Vor Trauer und Schmerz flüchtet das Mädchen und versteckt sich zu Hause und bricht jeden Kontakt zur Außenwelt ab, bis eines Tages ein Mann mit seinem Heißluftballon auf dem Grundstück notlandet, von dem Mädchen versorgt wird und sie mit großem Danke auf eine kleine Reise mit nimmt. 
Aber all das erfahren die Eltern nicht, als sie nach dem Sommer wieder aus Afrika zurückkehren, denn Anne ist wieder da und gibt vor, sich gut um das Mädchen gekümmert zu haben. Und da auch das Mädchen schweigt, ist das Wiedersehen sehr emotional. Selbst Ola, den sie nach einiger Zeit wieder sieht, geht es besser. Er hat sich nur das Bein gebrochen und scheint dem Mädchen nicht nachtragend zu sein.

## Kritik
Es seien die „übernatürlich schönen Bilder von Hoyte van Hoytema“, meinte Malena Janson in der schwedischen Tageszeitung Svenska Dagbladet, welcher diesen Film aus der Perspektive des kleinen Mädchens zu einer Reise des „totalen Glücks, tiefster Scham und einer Verwischung der Grenzen zwischen Fantasie und Realität“ werden lässt.
In der schwedischen Boulevardzeitung Aftonbladet lobte Jens Peterson den Kameramann Hoyte van Hoytema und dessen „einfühlsame Bilder“, die eine „zeitlose Geschichte“ einfangen und es zu einem „traurig schönen Film“ werden lassen.
Auch Miranda Sigander von der schwedischen Boulevardzeitung Expressen lobte den „ganz eigenen visuellen Stil“ vom Kameramann Hoyte van Hoytema, der es mit „hyperrealistischen und poetischen [...] atemberaubenden Bildern“ schaffe, die Dialoge vergessen zu lassen, um ein „existenzielles Drama“ präsentieren zu können, welches stark an die Werke von Terrence Malick erinnere. Und dabei brilliere insbesondere die Hauptdarstellerin Bianca Engtrom in einem "zunehmend surreal und beängstigend" werdenden Leben.
Im US-amerikanischen Variety-Magazin lobte Alissa Simon das Zusammenspiel der Drehbuchautorin, des Regisseurs und des Kameramanns. So würde Fredrik Edfeldt mit Hilfe der „lyrischen Aufnahmen“ van Hoytemas dem „sensiblen, starken Drehbuch“ so manche „subtile Vorstellung“ entlocken.
Und obwohl es eine „Geschichte über falsche und Echte Freunde [mit] traurigen Szenen“ sei, meinte Celine Thomas in der deutschen Tageszeitung Berliner Morgenpost, habe der „spannende und gefühlvolle“ Film über ein „ängstliches Mädchen, das zu einem mutigen Mädchen wird“ ein Happy End.

## Hintergrund
Um den von Anfang an gewollten visuellen Charakter des Films zu zeigen, engagierte man unter anderem einen Lichtdesigner, der bereits in den 60er Jahren mit dem französischen Regisseur Jean-Luc Godard zusammenarbeitete.
Fredrik Edfelts Produktionsfirma Acne, welche sich eigentlich auf Werbefilme spezialisiert hat, steuerte etwa 3 Mio. der 10 Mio. Euro Produktionskosten bei. Innerhalb von 40 Tagen wurde der Film gedreht.
Die Geschichte gibt einerseits Erlebnisse und andererseits auch Gefühle der Kindheit der Drehbuchautorin wieder. Dabei wurden diese Elemente allerdings in eine eigenständige Geschichte mit eingearbeitet.

## Auszeichnungen
- eine Auszeichnung beim schwedischen Filmpreis Guldbagge für Hoyte van Hoytema als Bester Kameramann und drei Nominierungen (für das Beste Drehbuch, die Beste Nebendarstellerin und Beste Regie)
- Bei der Berlinale 2009 erhielt der Film sowohl eine besondere Erwähnung als bester Debütfilm als auch eine Besondere Erwähnung des Kinderhilfswerks
- Beim Athens International Film Festival  erhielt der Film sowohl den Publikumspreis als auch den City of Athens Award für den Besten Regisseur

## Veröffentlichung
Der Film hatte seine Weltpremiere unter dem Titel Das Mädchen am 10. Februar 2009 auf der Berlinale 2009, bevor er, nach einigen weiteren Filmfestvorführungen, anschließend am 9. September 2009 in den schwedischen Kinos anlief. In Deutschland erschien der Film bisher nicht und eine Veröffentlichung ist auch nicht geplant.